# Ioulia Alexandrova
Pour les articles homonymes, voir Aleksandrova.
Ioulia Igoriévna Alexandrova (en russe : Юлия Игоревна Александрова), née le 14 avril 1982 à Moscou, est une actrice russe.

## Biographie
Ioulia Alexandrova naît le 14 avril 1982 à Moscou. Elle termine les cours d'acteur du GITIS en 2003, sous la houlette de Boris Afanassiévitch Morozov, puis commence à jouer sur les planches du théâtre ApARTé en 2004. La même année elle débute au cinéma, interprétant une étudiante dans le film Papa (en russe : Папа). Au théâtre, elle est à l'affiche des pièces Peine d'un cœur tendre, Capacabana, Le Gel, entre autres. En 2008 elle joue le rôle de Nastia dans le film Ils mourront tous sauf moi (en russe : Все умрут, а я останусь).
En 2013, Ioulia Alexandrova tient le rôle principal de la mariée dans la comédie Embrassez-vous! (en russe : Горько!), film le plus rentable de toute l'histoire du cinéma russe, les recettes représentant dix-sept fois le budget de la production. En 2015, elle est Olga dans la comédie Le Plus beau jour (en russe : Самый лучший день), où elle partage l'affiche avec l'acteur Dmitri Naguiev. 
En 2017 elle interprète le personnage de la snégourotchka Marina, dans la comédie Iolki, nouveau (en russe : Ёлки новые). En 2018 elle tourne dans le clip Pas Paris (en russe : Не Париж), du groupe Leningrad. Elle y incarne une super-héroïne, femme au foyer.

### Vie personnelle
Ioulia Alexandrova a pour époux le réalisateur Jora Kryjovnikov (anciennement connu sous le nom d'Andreï Perchine, né le 14 février 1979). Ils ont une fille, Véra Perchina, née en 2010.

## Rôles au théâtre

### Théâtre ApARTé
- Peine d'un cœur tendre (en russe : Беда от нежного сердца), vaudeville de Vladimir Sollogoub, mis en scène Andreï Lioubimov
- Capacabana, mise en scène Sergueï Chentalinski
- Le Gel (en russe : Морозко), pièce de Iouri Nozdrine, mise en scène Nina Grigoriévna
- Ivan et le diable (en russe : Иван и чёрт), d'après le personnage d'Ivan Karamazov de Fiodor Dostoïevski, mise en scène Andreï Lioubimov
- Le Révizor. 1835 (en russe : Ревизор. 1835), de Nicolas Gogol, mise en scène Andreï Lioubimov
- Un vieil ami vaut mieux... (en russe : Старый друг лучше...), d'après la pièce d'Alexandre Ostrovski Un vieil ami vaut mieux que deux nouveaux, mise en scène Andreï Perchine.

## Filmographie
- 2004 : Papa (en russe : Папа)
- 2006 : Les Sauvages (en russe : Дикари)
- 2008 : Ils mourront tous sauf moi (en russe : Все умрут, а я останусь)
- 2013 : Embrassez-vous ! (en russe : Горько!)
- 2014 : Embrassez-vous ! 2 (en russe : Горько! 2)
- 2014 : Accidentellement (en russe : Нечаянно) (court métrage)
- 2015 : Le Plus beau jour (en russe : Самый лучший день)
- 2017 : La Vie devant soi (en russe : Жизнь впереди)
- 2017 : Les nouveaux sapins (en russe : Ёлки новые)
- 2018 : Les Derniers Sapins de Noël (Ёлки последние) de Egor Baranov : Marina

### Clip
- 2018 : Pas Paris (en russe : Не Париж), du groupe Leningrad

### Voix dans un dessin animé
- 2016 : La Fabuleuse patrouille (en russe : Сказочный патруль)

## Prix et nominations
- 2013 — Nommée pour l'«Aigle d'or» du meilleur rôle féminin, pour son interprétation dans Embrassez-vous![6].
- 2014 — Prix «Avance» du magazine The Hollywood Reporter Russia, pour l'actrice ayant la carrière la plus prometteuse[7].